# K.K. Kronprinz-Rudolf-Gymnasium Brody

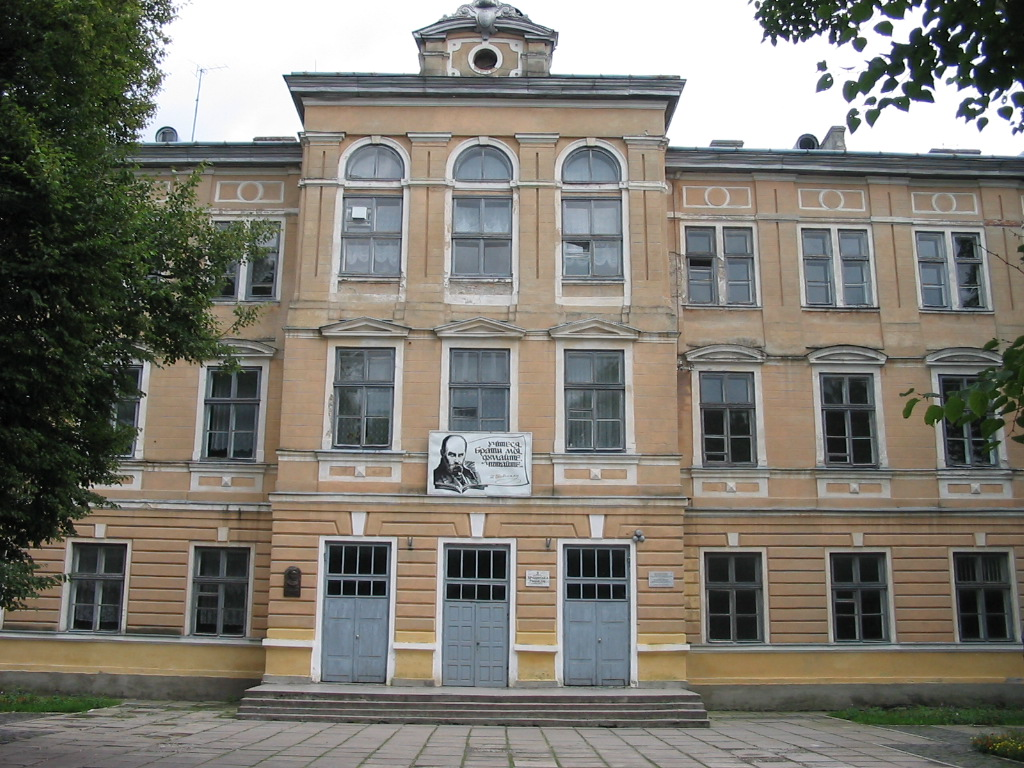
K. k. Kronprinz-Rudolf-Gymnasium Brody

Das k. k. Kronprinz-Rudolf-Gymnasium (für kaiserlich-königliches Kronprinz-Rudolf-Gymnasium) in Brody (Ukraine) war nach der Polonisierung der galizischen Gymnasien neben dem Gymnasium in Lemberg bis 1914 das einzige deutschsprachige Gymnasium Galiziens.

## Geschichte
Die ältesten Mittelschulen Brodys wurden im Jahr 1784 gegründet. 1817 wurde in der Stadt eine Israelitische Realschule mit deutscher Unterrichtssprache eingerichtet. 1854 machten die Verantwortlichen eine allgemeine öffentliche Schule daraus und gestalteten sie ab 1865 sukzessive in ein Realgymnasium um. Das heute noch bestehende Gebäude wurde 1883 errichtet und die Schule erhielt den Namen k.k. Kronprinz Rudolf Gymnasium nach dem Kronprinzen Rudolf von Österreich-Ungarn. Der Autor Joseph Roth maturierte hier 1913 (auf Deutsch) mit Auszeichnung.
Die Stadtgemeinde, die den Unterhalt und die Lehrkräfte zu einem Drittel finanzierte, bestand jahrzehntelang auf Deutsch als Unterrichtssprache. 1896 beschloss der Gemeinderat jedoch einstimmig die Polonisierung der Schule, die aber erst ab 1907/08 schrittweise umgesetzt wurde. Danach ging man jahrgangsweise auf Polnisch als Unterrichtssprache über, die bereits bestehenden Klassen wurden aber weiterhin auf Deutsch bis zur Matura geführt. Im Juni 1914 fand daher die letzte Reifeprüfung auf Deutsch statt.
In der Zwischenkriegszeit wurde die Schule nach dem in Brody geborenen Schriftsteller Józef Korzeniowski benannt. Mit der sowjetischen Besetzung Ostpolens 1939 wurde das Gymnasium auf Ukrainisch umgestellt und als Schule Nr. 1 geführt. Nach dem Zerfall der Sowjetunion kehrte man erst 1997 zum Namen Gymnasium zurück und benannte es nach Iwan Trusch.

## Gegenwart
Heute (Stand Juni 2016) werden die rund 500 Kinder und Jugendlichen in der Landessprache Ukrainisch unterrichtet, während Englisch als erste und Deutsch als zweite Fremdsprache angeboten wird. Der Unterricht beginnt am Montag mit einer Ansprache eines Geistlichen und einer Art Appell, bei dem die ukrainische Nationalhymne gesungen wird. Die Absolventen des Gymnasiums studieren wegen der besseren Möglichkeiten zu rund einem Drittel in Polen. Der russische Krieg in der Ukraine hat auch Auswirkungen auf die Schülerschaft des Gymnasiums: Zum einen sind mehrere Familienväter in dem Krieg umgekommen, zum anderen werden auch Kinder aus Familien unterrichtet, die aus den Konfliktgebieten geflohen sind.

## Bekannte Schüler
Von Herbst 1905 bis zur Matura 1913 war Joseph Roth (1894–1939) Schüler des Gymnasiums. Er gehörte zum vorletzten Jahrgang, dessen Unterrichtssprache noch durchwegs deutsch war.
Der ukrainische Maler Iwan Trusch (1869–1941) besuchte das Gymnasium von 1881 bis 1887.
Seit 1984 erinnert ein Denkmal vor der Schule an berühmte ehemalige Schüler und Lehrer und in einem Museumsraum werden die Biografien dieser Persönlichkeiten und Details ihrer Schullaufbahn präsentiert.